# Ctenopelma erythrocephalae
Ctenopelma erythrocephalae là một loài tò vò trong họ Ichneumonidae.